# Alexandria Perkins
Alexandria Perkins (conocida como Alex Perkins; Southport, 27 de julio de 2000) es una deportista australiana que compite en natación, especialista en los estilos libre y mariposa.
Ganó cuatro medallas en el Campeonato Mundial de Natación, en los años 2024 y 2025, y tres medallas en el Campeonato Mundial de Natación en Piscina Corta de 2024.

## Palmarés internacional
| Campeonato Mundial                  | Campeonato Mundial  | Campeonato Mundial | Campeonato Mundial |
| Año                                 | Lugar               | Medalla            | Prueba             |
| ----------------------------------- | ------------------- | ------------------ | ------------------ |
| 2024                                | Doha (Catar)        | Medalla de plata   | 4 × 100 m libre    |
| 2025                                | Singapur (Singapur) | Medalla de plata   | 50 m mariposa      |
| 2025                                | Singapur (Singapur) | Medalla de plata   | 4 × 100 m estilos  |
| 2025                                | Singapur (Singapur) | Medalla de bronce  | 100 m mariposa     |
| Campeonato Mundial en Piscina Corta |                     |                    |                    |
| Año                                 | Lugar               | Medalla            | Prueba             |
| 2024                                | Budapest (Hungría)  | Medalla de plata   | 4 × 100 m libre    |
| 2024                                | Budapest (Hungría)  | Medalla de bronce  | 50 m mariposa      |
| 2024                                | Budapest (Hungría)  | Medalla de bronce  | 100 m mariposa     |